# Prague Pride 2017

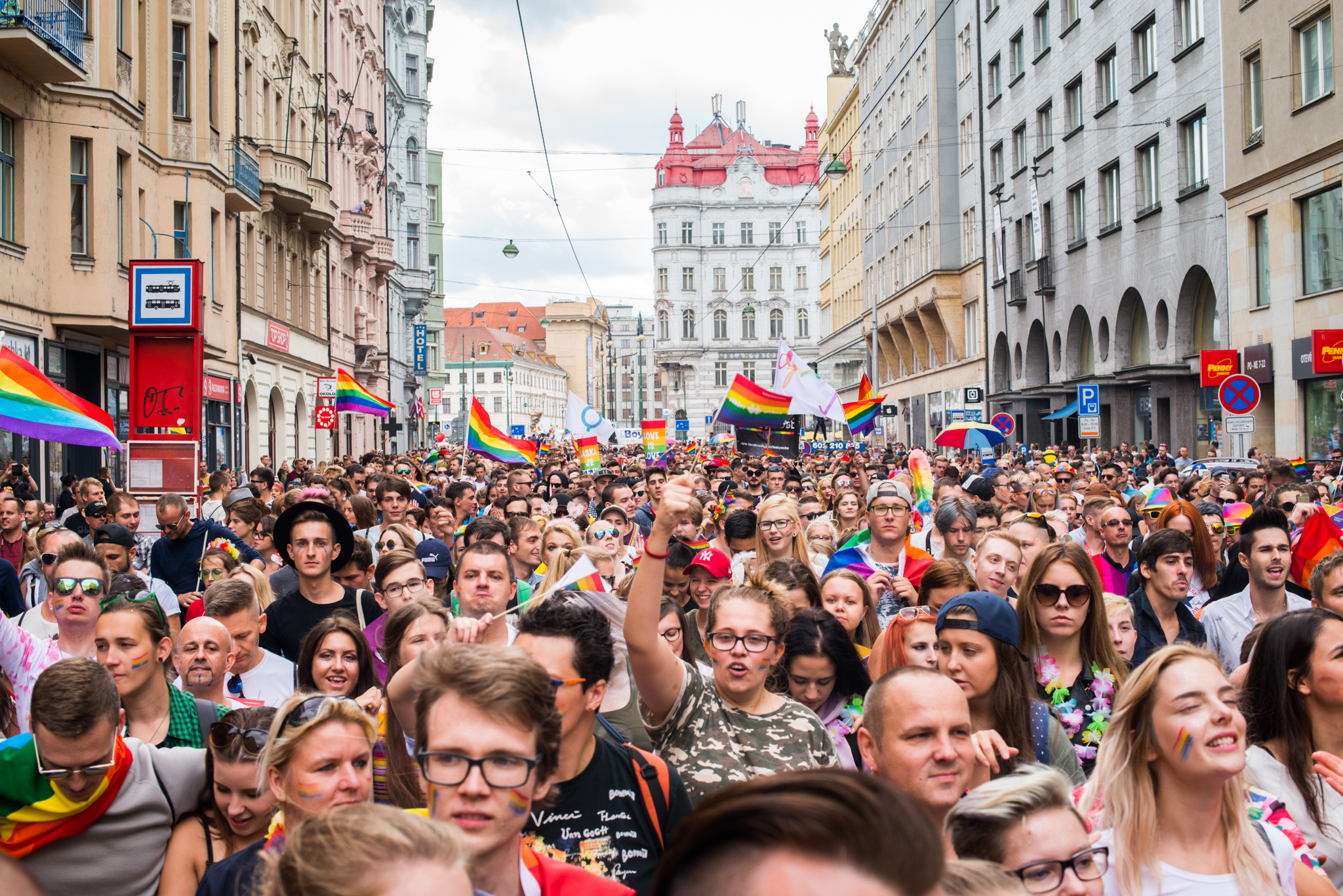
Prague Pride 2017 u Václavského náměstí

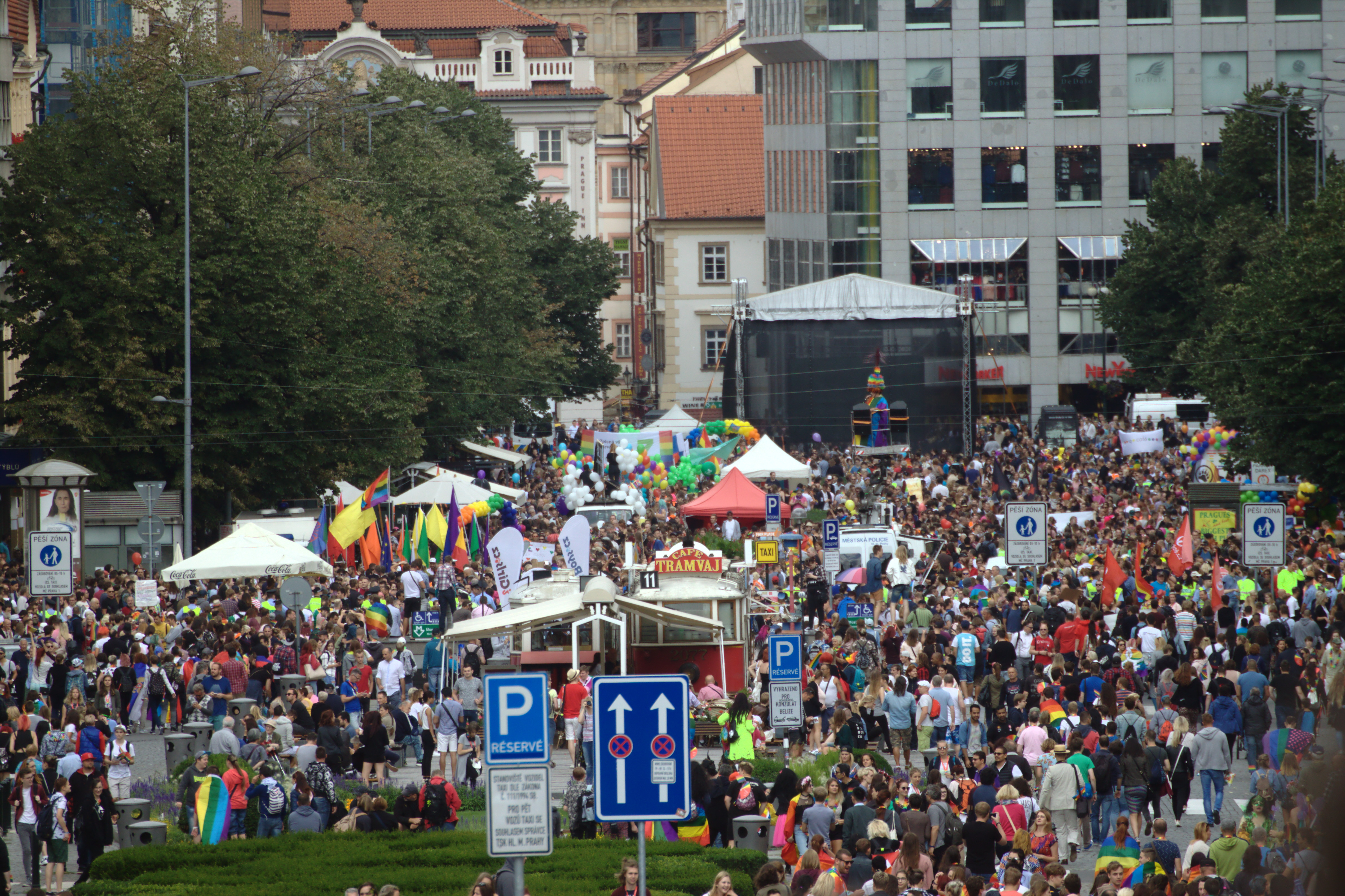
Účastníci Prague Pride, Václavské náměstí

Prague Pride 2017 byl sedmý ročník pražského LGBT festivalu Prague Pride zaměřeného na gay, lesbickou, bisexuální a transgender tematiku, jenž se konal v týdnu od pondělí 7. srpna do neděle 13. srpna 2017. Tradičně nejvýraznějším bodem programu je sobotní karnevalový průvod Prahou po trase z Václavského náměstí ulicemi Revoluční, Řásnovka, Klášterská přes Dvořákovou nábřeží, náměstí Curieových a dále po Čechově mostu a schodištěm na Letnou. Tam se odehrálo hudební odpoledne s JarmarQem neziskových organizací. Hlavními festivalovými místy byla festivalová vesnička Pride Village na Střeleckém ostrově, debatní Pride House v prostoru Langhans - Centrum Člověka v tísni a Pride Theater ve Venuši ve Švehlovce.[nenalezeno v uvedeném zdroji] V dalším programu festivalu byly i konference, diskuse, výstavy, filmové projekce, bohoslužby, procházky s průvodcem či taneční večírky. Záštitu nad festivalem převzali ministr pro lidská práva Jan Chvojka a primátorka hlavního města Prahy Adriana Krnáčová. Ze zahraničních významných partnerů oficiální stránky festivalu uvádějí The Dorian Fund, Tides a Open Society Foundation George Sorose.

## Kampaň
Kampaň doprovázející festival vyobrazuje kreslené postavy, které hovoří o tom, že situace leseb a gayů v Česku je bezproblémová a žádný festival není potřebný. To má ilustrovat pohled části politiků či veřejnosti na samotný festival i rozdíl mezi tolerancí a respektem. Festival Prague Pride je v kampani označen s nadsázkou jako „Zbytečný festival“. Autorem konceptu byl Vít Bártek a tvůrcem postaviček Václav Matoušek, kampaň vytvořila pražská agentura Made by Vaculik, jež už o dva roky dříve připravila pro festival kampaň se sloganem „36,5° – Všichni jsme stejně teplí“ a ilustracemi z termokamery.